# John Stewart-Murray, 8.º Duque de Atholl
John George Stewart-Murray, 8.º Duque de Atholl, KT, GCVO, CB, DSO, PC, ADC (Castelo Blair, Perthshire, 15 de dezembro de 1871 - 16 de março de 1942), chamado Marquês de Tullibardine até 1917, foi um soldado escocês, nobre e político unionista.

## Início da vida
Denominado Marquês de Tullibardine desde o nascimento, ele nasceu no Castelo Blair, Perthshire, em 15 de dezembro de 1871, o segundo filho sobrevivente de John Stewart-Murray, 7.º Duque de Atholl e Louisa Moncreiffe, filha de Sir Thomas Moncreiffe, 7.º Baronete. e foi educado no Eton College. Ele aprendeu a falar gaélico antes do inglês. Em "Working Partnership", sua esposa, A Duquesa de Atholl, diz que Tullibardine e todos os seus irmãos foram educados para falar gaélico e eram "extremamente proficientes". Ele foi presidente da An Comunn Gàidhealach, a Sociedade Gaélica nacional, de 1898 até 1904.

## Carreira militar

### Serviço no Royal Horse Guards
Ele foi comissionado no Royal Horse Guards com o posto de segundo tenente em 28 de dezembro de 1892 e foi promovido a tenente em 30 de dezembro de 1893. Ele serviu na expedição de Kitchener ao Sudão, lutando na Batalha de Cartum e na Batalha de Atbara. Ele foi premiado com a Ordem de Serviço Distinto (DSO) em 15 de novembro de 1898, e subiu para o posto de capitão um ano depois, em 20 de novembro de 1899.

### Segunda Guerra dos Bôeres
Em 1900, ele serviu como ajudante de campo do brigadeiro-general JF Burn-Murdoch, no comando de uma brigada da divisão de cavalaria estacionada em Natal. Em novembro de 1900 ele recebeu o posto de breve major no Royal Horse Guards, e perguntou por Lord Kitchener, a quem ele havia servido na Campanha de Omdurman, para levantar um regimento de escoceses na África do Sul, chamado The Scottish Horse. O regimento foi levantado rapidamente e logo viu um serviço ativo no Transvaal Ocidental. Um segundo regimento de cavalo escocês foi levantado de tropas recrutadas pelo 7.º duque de Atholl uma sede permanente foi montada para abastecer esses dois regimentos, com Atholl no comando, mas com comandantes subordinados no campo encarregado de cada um dos Regimentos. Este sucesso continuou até que o Cavalo Escocês era uma brigada inteira no final da Segunda Guerra dos Bôeres. Em agosto de 1901, Lorde Tullibardine recebeu a patente local de tenente-coronel na África do Sul enquanto comandava o Cavalo Escocês. Ele foi mencionado em despachos por Lord Kitchener datado de 23 de junho de 1902. Após o fim da guerra em junho de 1902, o Senhor Tullibardine e a maioria dos homens do Cavalo Escocês deixaram a Cidade do Cabo no Goth SS.no início de agosto, e chegou a Southampton mais tarde no mesmo mês.
Após seu retorno ao Reino Unido, ele foi em 28 de setembro de 1902, recebido no Castelo de Balmoral pelo Rei Eduardo VII, que lhe entregou a Insígnia de um Membro (4ª classe) da Real Ordem Vitoriana (MVO) por seus serviços na África do Sul. No ano seguinte, ele foi promovido ao posto de tenente-coronel no Exército.

### Primeira Guerra Mundial
Na Grande Guerra, Atholl comandou uma Brigada de um Regimento de Yeomanry e os levou para lutar desmontados (sem cavalos) na campanha de Dardanelos contra os turcos. Ele ganhou o posto de general temporário de brigadeiro em 1918.

### Mais serviços
Durante a Segunda Guerra Mundial, apesar de ter setenta anos, Atholl se juntou à Guarda da Casa e se revezou como oficial sentinela de plantão em Whitehall. Ele permaneceu estreitamente envolvido com o cavalo escocês, permanecendo no posto de Coronel Comandante até 1919 e o coronel honorário de 1920 até sua morte em 1942. Ele foi fundamental no estabelecimento de um Memorial da Guerra Nacional Escocês no Castelo de Edimburgo, após a Primeira Guerra Mundial e seus documentos relacionados a isso são mantidos pela Biblioteca Nacional da Escócia.

## Carreira política
Como marquês de Tullibardine, Atholl foi eleito como membro unionista do Parlamento para West Perthshire na eleição geral de janeiro de 1910 e serviu na Câmara dos Comuns até 1917, quando sucedeu seu pai e tomou assento na Câmara dos Lordes como o 8.º Duque de Atholl. Em 1918 ele foi feito Cavaleiro da Ordem do Cardo, e depois serviu como Senhor Alto Comissário da Assembléia Geral da Igreja da Escócia até 1920. Em novembro de 1921, ele foi jurado do Conselho Privado e nomeado Lord Chamberlain do Agregado Familiar por David Lloyd George, cargo que ocupou até que o governo de coalizão caiu em outubro do ano seguinte.

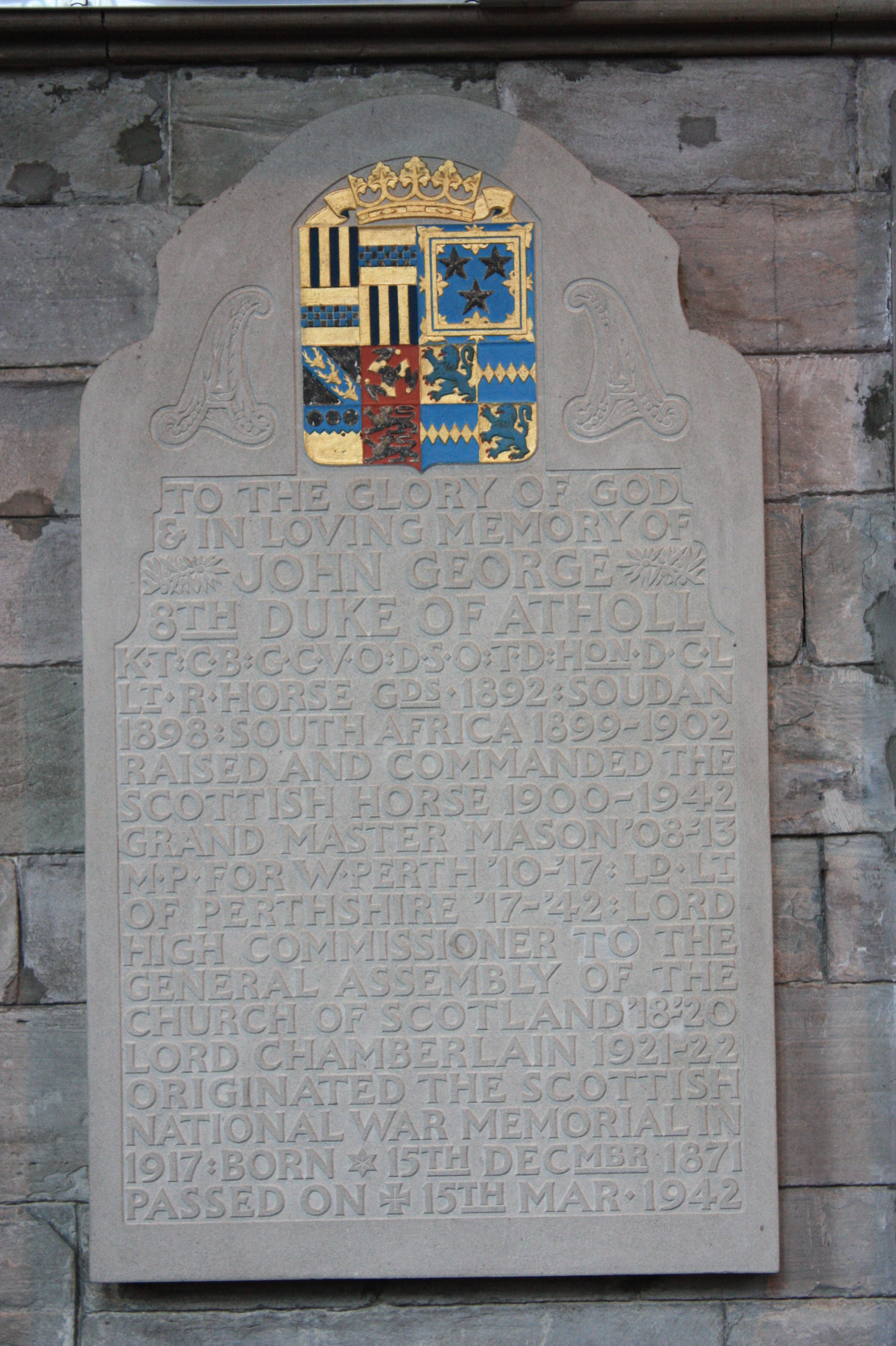
Memorial a John George, 8.º Duque de Atholl, Catedral de Dunkeld.

Além de suas carreiras políticas e militares, Atholl serviu como Grão-Mestre dos maçons escoceses entre 1908 e 1913 e como ajudante de campo do rei George V entre 1920 e 1931. Ele recebeu a Liberdade da Cidade de Edimburgo. De acordo com a autobiografia da sua esposa Working Partnership (1958), Atholl foi considerado um candidato possível para a coroa da Albânia depois de um encontro casual com uma delegação em Florença que ficou impressionada com a sua personalidade.

## Loteria
Em 1932, Atholl chamou a atenção nacional quando lançou uma loteria, na tentativa de impedir que o dinheiro fosse para o exterior para o Sweepstakes dos hospitais estaduais da Irlanda. O dinheiro que esse esquema arrecadou foi dado a instituições de caridade britânicas, principalmente hospitais, mas em 1933 ele foi processado pelo diretor do Ministério Público, Sir Edward Hale Tindal Atkinson, por promover uma loteria ilegal. Apesar disso, as atividades de loteria de Atholl foram admiradas e vistas por muitos britânicos como sendo patriotas.

## Vida familiar
Enquanto ainda marquês de Tullibardine, Atholl se casou com Katharine Ramsay, filha de Sir James Ramsay, 10.º Baronete, na Igreja de Santa Margarida, em Westminster, em 20 de julho de 1899. Sua esposa passou a ter uma longa carreira política em seu próprio direito no governo local, na Câmara dos Comuns e como ministra do governo. Eles não tiveram filhos. Atholl morreu em 16 de março de 1942, aos 70 anos, e foi sucedido por seu irmão mais novo, James Stewart-Murray. Sua viúva, Katharine, Duquesa de Atholl, morreu em outubro de 1960, aos 85 anos.